# Club Social y Deportivo Municipal Femenil
El Club Social y Deportivo Municipal Femenil, conocido comúnmente como "CSD Municipal Femenil" es un club de fútbol femenino de la ciudad de Guatemala.

## Historia

### Fundación
En 2021 el club fue fundado por el presidente del CSD Municipal Gerardo Villa y fue presentado para el Torneo Clausura de 2021. Su primera entrenadora fue Claudia Flores, quien ya había trabajado en las escuelas del Club Municipal.

### Primeros éxitos
En el Torneo Apertura 2023 cayeron ante Xinabajul−Huehue quedando como subcampeonas del torneo. Un año después, en el Torneo Apertura 2024, se consagraron campeonas por primera vez en la liga nacional femenina. En el Torneo Clausura 2025, se coronaron bicampeonas en la final de vuelta contra Xelajú MC en un marcador de 2 a 0.

## Palmarés

### Torneos nacionales
| Competición nacional                      | Títulos                       | Subtítulos    |
| ----------------------------------------- | ----------------------------- | ------------- |
| Liga Nacional de Guatemala femenina (1/1) | Apertura 2024, Clausura 2025. | Apertura 2023 |